# Zuid-Beveland

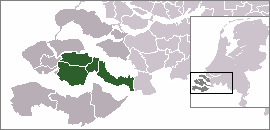
Localização de Zuid-Beveland nos Países Baixos.

Zuid-Beveland é uma parte da província da Zelândia nos Países Baixos, compreendida entre o Westerschelde e o Oosterschelde, dois canais na foz do rio Escalda.
Inclui quatro municípios:
- Borsele
- Goes
- Kapelle
- Reimerswaal

Originalmente Zuid-Beveland era uma ilha, mas a construção de pôlders desde o século XI acabou por a unir Walcheren e Zuid-Beveland ao continente. Em 1530 uma grande inundação arrasaria parte da ilha deixando-a sob as águas. Na grande inundação de 1953 a maior parte de Zuid-Beveland ficou acima do nível das águas.
Hoje é uma zona agrícola, em particular com muitos pomares, e também dedicada à pecuária e aquacultura.